# Atletismo em Portugal

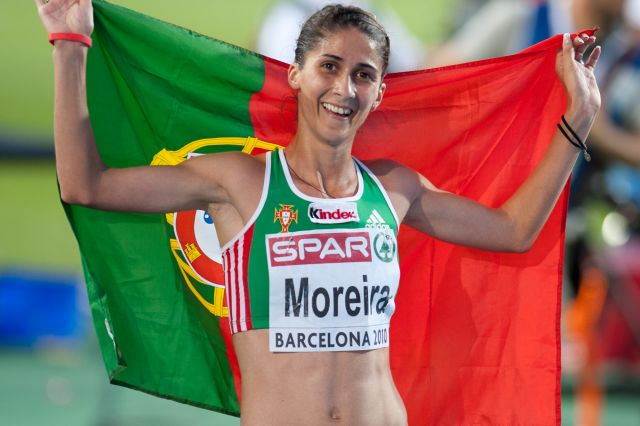
Sara Moreira, uma das atuais representantes de Portugal nas competições internacionais de atletismo.

O atletismo em Portugal é controlado e dirigido pela Federação Portuguesa de Atletismo.

## História
A primeira competição oficial de atletismo no país foi organizado pela Liga Sportiva de Trabalhos Eclécticos e a Sociedade Promotora da Educação Física Nacional, no dia 26 de junho de 1910, intitulado Jogos Olímpicos Nacionais. Estes torneios duraram até meados de 1914, ano em que uma dissidência
levou alguns clubes a fundarem a "Federação Portuguesa de Sports", que durou apenas até 1916. Desde essa data até à fundação da atual Federação Portuguesa de Atletismo, no dia 5 de novembro de 1921, esta modalidade manifestou-se apenas em organizações particulares à custa do esforço de alguns clubes.
Atualmente as competições oficiais são disputadas ao longo de todo o ano, por Associações Regionais e pela Federação, sendo os Campeonatos Nacionais Masculinos (individuais e por equipas) as provas mais importantes do país.